# Ђурађ II Балшић
Ђурађ II Страцимировић (владао 1385—1403), господарио је Зетом (доцније названа Црном Гором) у време турског продора на Балкан. У борби са њима, пао је у ропство и био је принуђен да им за своју слободу да град Скадар. Када се нашао на слободи, поново је освојио Скадар 1395. године и уступио га Млетачкој републици (Венецији), а себи је задржао градове у Приморју, Бар и Улцињ.
Преко мајке Милице, Ђурађ II је имао родбинске везе са Мрњавчевићима, тако да му је краљ Марко био брат од ујака. Око 1386. године, оженио се кћерком кнеза Лазара, Јеленом- „госпођом Леном“, па му је Вук Бранковић био пашеног. Са Јеленом је имао сина и наследника Балшу III.

## Двор
За своје сједиште, Ђурађ II Страцимировић Балшић је изабрао Улцињ, а на двору се помињу протовестијар, војвода и логотет. Ковао је свој новац у Бару и иступао у име „властеле велике и мале“. Називао се „благовјерни и самодрживи господин Ђурђ свој зетској и поморској земљи“.

## Одметање властелинских породица
Да се Ђурђева званична титула све више удаљавала од стварности, говори и став Дубровчана и Млечана, који су га називали „господарем Улциња“. Наиме, у Зети и сјеверној Албанији је за његове власти дошло до одметања властелинских породица. Браћа Сакати-Закарија (Никола Сакат, дугогодишњи властелин Будве и утицајна личност у Зети) побунили су се међу првима, али су били кажњени вађењем очију. Црнојевићи, у Горњој Зети, признају само босанског краља Твртка I Котроманића, породица Јонима почиње самостално управљати својим посједима између Драча и Дрима, а Дукађини без питања поново господаре раније им одузетим Задримом и Љешом. Ђурађ II се убрзо, умањених прихода, нашао сабијен у уском простору између Скадарског језера и мора. У јануару 1386. године, Ђурађ II потврђује трговинске повластице Дубровчанима, отварајући им пристаништа и путеве. Ранијег протовестијара (управник државних финансија) Балше II у Драчу, Филипа Барелија, истакнутог млетачког трговца и агента, задржао је у својој служби. Са Mлечанима нема спорова, све до 1392. године.

## Мир са Турцима, 1386. године
Већ од 1385. године, мањи пљачкашки турски одреди стизали су до Драча, Дрима и непосредну околину Скадра, упадали све до Острога и „одводили силно робље“, па је господар Зете пожурио да са њима среди односе, склапајући мир 1386. године. Турска провала у Босну, предузета је 1386. године, на подстицај Ђурђа II, који је гајио стара непријатељства према Твртку I (мада је босански краљ био савезник кнеза Лазара) и неостварену жељу свих Балшића да загосподаре Котором. У другом турском нападу на Босну (1388) учествовали су и поданици Ђурђа II, а Дубровчани 5. септембра господара Зете бирају за свог грађанина, у знак захвалности за његово заузимање код Турака. Преговори босанског краља и Ђурђа II, два пута (у новембру 1388. и марту 1389. године) доводе до попуштања затегнутости, али Зета не мијења свој однос према Турцима, озваничен миром из 1386. године. Ђурађ II Страцимировић Балшић не учествује у бици на Косовском пољу, 15. јуна 1389. године (без обзира на његово сродство са кнезом Лазаром и Вуком Бранковићем) и у то вријеме се налази у Будви (почетак јула), а на позив властеле посјећује Дубровник, у августу 1389. године. Вук Бранковић, који је владао сјевероисточним дјеловима данашње Црне Горе (који су припадали Рашкој и породици Бранковић, све до 1455. године) настојао се на штету Балшића проширити до обала Јадранског мора. Прије јуна 1390. године, његов човјек је протовестијару Филипу Барелију нудио 500 литара сребра, ако му преда неки град (вјероватно Улцињ), али је гласник био одбијен и протјеран.

## Захтјеви Константина Балшића
Током 1390. године, користећи тешку ситуацију Ђурђа II, његов брат од стрица, Константин Балшић, настоји завладати Зетом. Највјероватније да је покушао поткупити и протовестијара Филипа Барелија. Завјера бива откривена, Барелију је сва имовина заплијењена, а он са дјецом завршава у Ђурђевој тамници (до 1392. године, када га Млечани склањају у Драч, гдје ступа у службу Ђорђа Топије). Константин Балшић успијева да дође под заштиту Бајазита I, а 1391. године на захтјев турског султана врши припреме да у случају смрти Карла Топије завлада Драчом.

## Савезништво са римским папом
Како Ђурђа II престаје бити штићеник турског султана Бајазита I, тражио је савезнике на другој страни. Повео је преговоре са римским папом Бонифицијем, обећао му своју земљу ако остане без наследника, примио католичку вјеру и у априлу 1391. године добио дозволу да под заставом римске цркве крене против „пагана“, свих турских савезника (Константина Балшића) и Карла Топије (савезника авињонског папе). После смрти Твртка (око 10. марта 1391. године) Ђурађ II отежава снадбијевање града Котора, блокирајући каравански пут на Леденицама (изнад Рисна) све док није успио да уговори редован годишњи данак.

## Уступање градова Млечанима
У унутрашњи рат који се распламсао у Зети, између Ђурђа II, Константина Балшића и Радича Црнојевића умијешали су се Турци и у мају 1392. године провалили у зетско Приморје. У току мировног преговора, скопски санџакбег Пашајит (Паша-Јигит бег, учесник Косовске битке) задржао је господара Зете, тражећи да му преда Улцињ и остала мјеста у држави. Јелена Лазаревић Балшић Хранић је узалуд тражила помоћ од Млечана. Радич Црнојевић прије новембра 1396. године осваја Будву, и околину Котора. Из Љеша на кратко протјерује Дукађине, а од Млечана добија грађанство, 30. новембра 1392. године. За своје ослобођење, Ђурађ II се Бајазиту I обавезао на данак (дукат по огњишту) и уступио му Скадар, Дриваст и Свети Срђ, на Бојани. Крајем септембра или првој половини октобра 1395. године, користећи одсуство већине војне посаде, Ђурађ II отима од Турака Скадар, Дриваст и Свети Срђ, а Константину Балшићу Дањ са царином и тврђаву Шати. Прекинуо је везе са Турцима и ускратио им плаћање харача. Осјећајући несигурност због близине Турака, споразумом од 14. априла 1396. године, Ђурађ II је за 1000 дуката годишње исплате уступио Млечанима: Скадар, Дриваст, Св. Срђ, острва Скадарског језера, територију лијеве стране Бојане до мора, Дриваст са тврђавом и околином, тврђаву Шати и царину у Дању.

## Пораз Радича Црнојевића
Радич Црнојевић са братом Добривојем, крајем октобра, па до закључења споразума од 14. децембра 1395. године, заузима Грбаљ и опсиједа Котор. Напади Црнојевића на посједе Балшића изазвали су права пустошења. У сукобу са војском Ђурђа II Страцимировића Балшића, 25. маја 1396. године – гине Радич Црнојевић, а зетски господар запосиједа један дио његове територије.

## Кнез Хвара и Корчуле
Са угарским краљем Жигмундом (који се након изгубљене битке код Никопоља повлачио преко Јадранског мора) састао се прије 20. децембра 1396. године и од њега добио постављење за кнеза Хвара и Корчуле. Ђурађ II је обишао острва и поставио викаре, већ у јануару 1397. године, али је своје људе морао мијењати сваке године. Његова је власт („част“ и скроман приход за неодређену вазалску вјерност према Жигмунду) трајала до средине 1402. године.

## Упад босанског војводе Сандаља Хранића
Велики босански војвода Сандаљ Хранић, синовац Влатка Вуковића, који је, између осталог, господарио Новим, Рисном и сјеверозападним дјеловима данашње Црне Горе (Велико Војводство, у саставу босанске краљевине) поништио је данак који је Ђурађ наметнуо Котору 1391. године и недавни споразум Которана са Радичем Црнојевићем. Которани га признају за господара. Сандаљ заузима град Будву крајем априла или почетком маја 1396. године и даје је на управу својој првој супрузи, Јелени (удовици Радича Црнојевића) као свадбени поклон. У то вријеме (јул 1396) зетско приморје погодио јак земљотрес, који је причинио велику материјалну штету и онемогућио Ђурђа у већ започетим акцијама. Господар Зете се морао вратити у тешко страдале Бар и Улцињ, тражећи у Дубровнику грађевински материјал за поправке цркава и тврђава. Користећи незадовољство политиком Балшића, Сандаљ Хранић привлачи на своју страну Паштровиће (иначе старе сљедбенике Црнојевића) и врши јак утицај на саме Црнојевиће. Босански војвода прима млетачко грађанство 22. јула 1397. године и Дужд га назива „великим војводом Рашке и Босне, господарем Будве и Зете“. У Будви (као и Новом) вршио је продају соли довођене из Бриндизија, све док се није повукао из тог града. Као његови подржаваоци у борби против Балшића, властелинска породица Паштровића се повукла са босанским војводом (током XV вијека у предјелу данашњих Паштровића нема истоименог братства, осим појединаца из њега, али се појављују као истоимена властелинска породица са посједима на Неретви и у служби босанских великих војвода).

## Ђурађ II и Ђурашевићи (Црнојевићи)
Ђурашевићи (блиски сродници Радича Црнојевића) настављају добре односе са Ђурђем II Страцимировићем (након што су му помогли да потисне великог војводу Сандаља из Будве) и уз његову сагласност задржавају у својим рукама посједе (острва ) на Скадарском језеру (мада су она Ђурђевим споразумом са припадала Млечанима) али су и даље остали без три велика села поред самог Скадра (Самариши, Облик и Гриша).

## Побуне у скадaрском крају и смрт
Након што се 1399. године читава област Скадра и Дриваста, осим самог градског становништва, одметнула од млетачке власти, а људи из државе Ђурђа II, добро организовани, опљачкали млетачка стоваришта соли код Св. Срђа - млетачки Сенат 1401. године обуставља господару зете плаћање провизије. Захтјева од њега накнаду штете, оптужујући га чак и за турске нападе. Већ 1402. Ђурађ сређује своје односе са Републиком, а ова у јуну враћа покорност у скадарски крај. Након пораза Бајазита I код Ангоре, 28. јула 1402. године, из Цариграда се са титулом деспота у своју земљу враћао Стефан Лазаревић. Искрцао се у Бару, па преко Скадра и млетачких посједа прешао у Србију, путем који је водио у Жичу. Притом је избјегавао засједе Бранковића, а пратили су га војни одреди које му је дао Ђурађ II Страцимировић.
Не супротстављајући се више Млечанима, Ђурађ II се повукао у Улцињ. Умро је у првој половини априла 1403. године

## Породично стабло
| \| \| \| \| \| 2. Страцимир Балшић \| \| \| \| \| \| \| \| \| \| \| \| \| \| \| \| \| \| \| \| \| \| \| \| \| \| \| \| \| \| \| \| \| 1. Ђурађ II Балшић \| \| \| \| \| \| \| \| \| \| \| \| \| \| \| \| \| \| \| \| \| \| \| \| \| \| \| \| \| \| \| \| \| \| \| \| 3. \| \| \| \| \| \| \| \| \| \| \| \| \| \| \| \| \| \| \| \| \| \| \| \| \| |                    |  |  |                     |  |  |  |
| |                    |  |  | 2. Страцимир Балшић |  |  |  |
| |                    |  |  |                     |  |  |  |
| |                    |  |  |                     |  |  |  |
| |                    |  |  |                     |  |  |  |
| | 1. Ђурађ II Балшић |  |  |                     |  |  |  |
| |                    |  |  |                     |  |  |  |
| |                    |  |  |                     |  |  |  |
| |                    |  |  |                     |  |  |  |
| | 3.                 |  |  |                     |  |  |  |
| |                    |  |  |                     |  |  |  |
| |                    |  |  |                     |  |  |  |